# Hassan Sardar
Hassan Sardar  (Karachi, 22 oktober 1957) is een hockeyer uit Pakistan. 
Sardars positie was spits. Sardars maakte tijdens het Wereldkampioenschap 1982 in totaal tien doelpunten alleen de Indiër Rajinder Singh maakte meer doelpunten namelijk twaalf. Mede door Sadars doelpunten won Pakistan de wereldtitel in het Indiase Bombay.
Later dat jaar won Sardar met het Pakistaanse elftal de gouden medaille tijdens de Aziatische Spelen in het Indiase New Delhi.
Sadar was tijdens de Olympische Spelen 1984  in het Amerikaanse Los Angeles vice-aanvoerder van het Pakistaanse elftal. Sadar was tijdens deze spelen de topscoorder. Sadar won met zijn ploeggenoten de gouden medaille.

## Erelijst
- 1982 -  Wereldkampioenschap in Bombay
- 1982 - 4e Champions Trophy in Amstelveen
- 1982 –  Aziatische Spelen in New Delhi
- 1984 –  Olympische Spelen in Los Angeles
- 1984 -  Champions Trophy in Karachi
- 1985 - 4e Champions Trophy in Perth
- 1986 -  Champions Trophy in Karachi
- 1986 - 11e Wereldkampioenschap in Londen